# Гиржаука
Гиржаука (рум. Hîrjauca) — село у Калараському районі Молдови. Адміністративний центр однойменної комуни, до складу якої також входять села Леордоая, Миндра та Паланка.

## Населення
За даними перепису населення 2004 року у селі проживали 747 осіб.
Національний склад населення села:
| Національність       | Кількість осіб | Відсоток |
| -------------------- | -------------- | -------- |
| українці             | 522            | 69,9%    |
| молдавани            | 193            | 25,8%    |
| росіяни              | 27             | 3,6%     |
| гагаузи              | 2              | 0,3%     |
| болгари              | 1              | 0,1%     |
| поляки               | 1              | 0,1%     |
| інша / без відповіді | 1              | 0,1%     |
| Всього               | 747            | 100%     |